# 霊公 (陳)

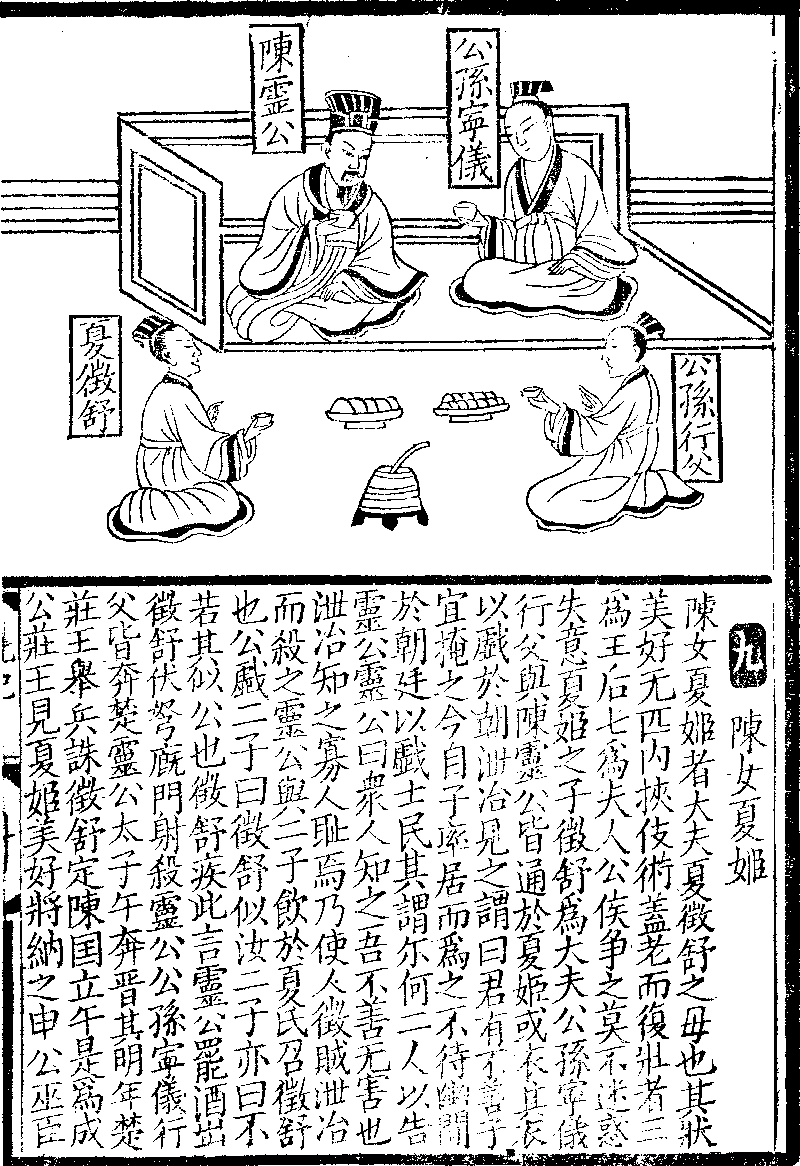
霊公

霊公（れいこう、? - 紀元前599年）は春秋時代の陳の君主（在位前613年 - 前599年）。姓は嬀、名は平国。
霊公二年（紀元前612年）、扈で晋を中心とする諸侯と会合した。四年（紀元前610年）、孔寧を派遣し、晋軍と連合して宋を攻撃させた。扈で再び諸侯と会合した。六年（紀元前608年）、楚の攻撃を受け、晋の趙盾の救援を受けた。七年（紀元前607年）、晋の趙盾とともに鄭に侵入した。十年（紀元前604年）、楚と和睦した。
十四年（紀元前600年）、霊公と陳の大夫の孔寧と儀行父は夏姫と姦通し、夏姫の下着を着こんで朝廷でふざけあった。大夫の洩冶がその淫奔を諫めた。孔寧らが洩冶の殺害を計画し、霊公がこれを黙認したためそのまま決行された。十五年（紀元前599年）、霊公は孔寧や儀行父とともに夏氏の邸で酒宴を開き、「わが一族の夏徴舒はおまえに似ているぞ」と儀行父に言った。儀行父は「わが君にも似ております」と答えた。夏徴舒は霊公が邸から出るときに厩の陰から矢を放って弑した。孔寧と儀行父は楚に逃亡し、太子の嬀午は晋に亡命した。